# أنكه شليم
أنكه شليم (12 يوليو 1962 – ) دبلوماسية وسياسية ألمانية، تشغل منصب رئيس مكتب تمثيل ألمانيا لدى السلطة الفلسطينية منذ أغسطس 2025.

## حياتها
وُلدت شليم في عام 1962 في مدينة ترويسدورف شمال الراين إبان فترة جمهورية ألمانيا الغربية. درست القانون وعملت مع الخارجية الألمانية منذ عام 1993.
تنقلت في عملها في بعثات دبلوماسية ألمانية عديدة من السفارة الألمانية في بريتوريا، والقنصلية العامة الألمانية في هونكونغ، والسفارة الألمانية في تل أبيب، والسفارة الألمانية في بكين.
كانت سفيرة لألمانيا لدى قبرص بين عامي 2021 و2025.
في 14 أغسطس 2025، سلمت نسخة من أوراق اعتمادها رئيسًا لمكتب تمثيل جمهورية ألمانيا لدى السلطة الفلسطينية في مدينة رام الله إلى وزيرة الخارجية والمغتربين الفلسطينية فارسين شاهين.